# Angolai szuharbújó
Az angolai szuharbújó (Cisticola bulliens) a madarak osztályának verébalakúak (Passeriformes) rendjébe azon belül pedig a szuharbújófélék családjába tartozó faj.

## Rendszerezése
A fajt Hubert Lynes brit katona és ornitológus írta le 1930-ban.

## Alfajai
- Cisticola bulliens bulliens Lynes, 1930
- Cisticola bulliens septentrionalis Tye, 1992[2]

## Előfordulása
Afrikában, Angola és a Kongói Demokratikus Köztársaság területeken honos. Természetes élőhelyei a szubtrópusi vagy trópusi síkvidéki esőerdők, gyepek, szavannák és cserjések, folyók és patakok környékén, valamint ültetvények és másodlagos erdők. Állandó, nem vonuló faj.

## Megjelenése
Testhossza 14 centiméter, testtömege 14-18 gramm.

## Természetvédelmi helyzete
Az elterjedési területe nagyon nagy, egyedszáma pedig stabil. A Természetvédelmi Világszövetség Vörös listáján nem fenyegetett fajként szerepel.